# Соул Ту Соул
Соул Ту Соул (на английски: Soul II Soul) е английска музикална група, създадена през 80-те години на 20 век в столицата Лондон. Най-голямото им постижение е песента Back to Life (However Do You Want Me), която се изкачва на върха на британските класации през 1989 година. Същата попада и под номер 5 в САЩ. Номинирани са за 5 награди Брит, две от които в категорията „Най-добра британска група“. Имат две награди Грами – за Back to Life (However Do You Want Me) (категория "Най-добро ритъм енд блус изпълнение на дует или група с вокали) и African Dance („Най-добро инструментално изпълнение на ритъм енд блус“). Имат продадени над 7 милиона бройки от албуми и 20 милиона от сингли.
Отначало е обградена с внимание като звукова система, която просвирва музика на домашни и улични партита (откъдето стартира и линията им за имидж „Фънки Дред“). Основателят Джази Би и изменящият се състав, предимно Нели Хупър, Саймън Ло, Филип Харви - Даде и Карън Уийлър, експериментират с идеите си. Това наследство се предава с дъбплейта Fairplay (от албума Club Classics Vol. One, издаден 1989 година), който спомага за подписването на договор с Върджин Рекърдс.